# 안드로이드 도넛
안드로이드 도넛은 1.6번째 주요 릴리스이며 안드로이드 모바일 운영 체제의 4번째 버전이다. 2009년 9월 15일에 공개되었고 안드로이드 컵케이크 (1.5)의 후속버전이다. 이 업데이트에서 소개된 더 중요한 기능들 중에는 CDMA 스마트폰에 대한 지원, 추가 화면 크기, 배터리 사용 표시기, 텍스트 음성 변환 엔진 등이 있다.  구글은 오는 2021년 9월 27일부터 안드로이드 2.3.7 진저브레드 이하를 구동하는 안드로이드 기기에서 더 이상 로그인을 허용하지 않는다. 이제 로그인하려면 안드로이드 허니콤(태블릿) 또는 아이스크림 샌드위치(전화 및 태블릿)이 필요하다.

## 상세
2009년 2월 9월에 공개되었다. 변경된 점은 CDMA를 공식적으로 지원한다. 그 외에 WVGA 등 다양한 스크린 사이즈가 지원되고 터치 스크린의 입력 형태 감지 기능인 제스쳐 API와 문장을 목소리로 변환해 주는 Text-To-Speech 일명 TTS 엔진 기능이 추가되었다. 애플리케이션, 전화번호부, 구글, 지역 등을 통합해서 한 번에 검색이 가능한 통합 검색 기능이 추가되었으며 카메라와 캠코더, 갤러리 UI가 업데이트되었다.

## 같이 보기
- 안드로이드 버전 역사
- 아이폰 OS 3
- 맥 OS X 스노 레퍼드
- 윈도우 7